# Life Goes On (álbum)
Life Goes On (em português:  A Vida Continua) é o terceiro álbum da cantora Lil Suzy, lançado em 4 de abril de 1995 pela Metropolitan Recording Corporation.
O álbum contém quatro singles, sendo que o primeiro lançado, "Promise Me", foi seu single de maior sucesso na Billboard Hot 100, alcançando a posição #62 em fevereiro de 1995. Os singles "Now & Forever", "When I Fall in Love" e "Just Can't Get Over You" não entraram em nenhuma parada musical.

## Faixas
| N.º | Título                    | Duração |  |
| 1.  | "Promise Me"              | 3:55    |  |
| 2.  | "Now & Forever"           | 3:41    |  |
| 3.  | "Lies"                    | 4:01    |  |
| 4.  | "Just Can't Get Over You" | 4:33    |  |
| 5.  | "Someone for Me"          | 5:10    |  |
| 6.  | "When I Fall in Love"     | 3:55    |  |
| 7.  | "Take Me Back"            | 3:36    |  |
| 8.  | "We'd Always Be Together" | 4:10    |  |
| 9.  | "I'm Not Ready"           | 5:03    |  |
| 10. | "Promise Me" (Bonus Mix)  | 3:53    |  |

## Posições nas paradas musicais
Singles - Billboard
| Ano  | Single       | Parada musical                     | Posição |
| ---- | ------------ | ---------------------------------- | ------- |
| 1995 | "Promise Me" | Billboard Hot 100                  | 62      |
| 1995 | "Promise Me" | Hot Dance Music/Maxi-Singles Sales | 17      |
| 1995 | "Promise Me" | Rhythmic Top 40                    | 26      |